# قلی‌بیگلو (خداآفرین)
قلی‌بیگلو یکی از روستاهای استان آذربایجان شرقی است که در دهستان بسطاملو بخش مرکزی شهرستان خداآفرین واقع شده‌است.
این روستا دارای زمین‌های کشاورزی حاصل خیز مرغوب بوده و سالانه محصولات متنوعی از جمله برنج، پنپه، گندم، و سایر حبوبات از این روستا کشت می‌شود.
وضع طبیعی روستای قلی بیگلو قلی بیگلو کدخدالو دهستان بسطاملو بصورت دشتی می‌باشد.
این روستا زمین ورزشی ندارد، سالن ورزشی ندارد، مسجد دارد، شبکه سراسری برق دارد، موتور برق دیزلی ندارد، انرژی نو (خورشیدی، بادی و…) ندارد، گاز لوله‌کشی دارد، آب لوله‌کشی دارد، سامانه تصفیه آب دارد.

## جمعیت
این روستا در دهستان بسطاملو قرار دارد و براساس سرشماری مرکز آمار ایران در سال ۱۳۸۵، جمعیت آن ۵۴۳ نفر (۹۲ خانوار) بوده‌است..